# حقوق بشر
حقوقِ بشر اساسی‌ترین و ابتدایی‌ترین حقوقی است که هر فرد به‌طور ذاتی، فطری، به صِرف انسان بودن از آن بهره‌مند می‌شود.
ویژگی‌های حقوق بشر: مطابق اعلامیه جهانی حقوق بشر کنوانسیون ژنو و سایر اسناد بین‌المللی این حقوق ویژگی‌هایی را دارا هستند که می‌توان به مواردی همچون:
- جهان‌شمولی
- غیرقابل سلب
- تبعیض ناپذیر
- برابری

و نیز انتقال‌ناپذیری، تفکیک‌ناپذیری، برابری‌طلبی و به‌هم‌پیوستگی و درهم‌تنیدگی از دیگر
مواردی است که می‌توان به آن اشاره کرد. از این رو به تمامی افراد در هر جایی از دنیا تعلق دارد و هیچ‌کس را نمی‌توان از این حقوق محروم کرد، ضمن این‌که همهٔ افراد فارغ از عواملی چون نژاد، ملیت، جنسیت، مذهب، گرایش جنسی، رنگ، زبان و غیره در برخورداری از این حقوق با هم برابرند و هیچ‌گونه تمایز، ارجحیت، محدودیت و محرومیت در بهره‌مندی از این حقوق ندارند و این حقوق قابل نقض نیست.
این حقوق، شامل حقوق طبیعی یا حقوق قانونی مندرج در قوانین ملی و بین‌المللی می‌شود.
متخصصین و فعالان حقوق بشر در فعالیت‌های بین‌المللی خود در زمینه حقوق بین‌الملل، نهادهای جهانی و منطقه‌ای، سیاست‌های دولتی و در فعالیت‌های سازمان‌های غیردولتی، اساس و شالودهٔ سیاست‌های عمومی و اختصاصی در این زمینه را بنا نهاده‌اند.
در واقع می‌توان گفت در صورتی که جامعهٔ جهانی در فضای صلح و با یک زبان مشترکِ اخلاقی، گفتگو و مباحثه کنند، این زبان مشترکِ اخلاقی، در واقع حقوق بشر نامیده می‌شود. با این وجود هنوز امروزه متخصصان حقوق بشر، نظریه‌هایشان را در این مورد با شک و تردید بیان می‌کنند و مباحثه آن‌ها بیش‌تر در زمینه محتوا، ماهیت و چگونگی توجیه حقوق بشر است. در واقع، پرسش بحث‌برانگیز همانا خود معنای حق یا حقوقی است که باید به رسمیت شناخته شود و این بحث در گفتمان‌های فیلسوفان همچنان ادامه دارد.
بسیاری از ایده‌های اساسی که محرک جنبش حقوق بشر بود، بعد از جنگ جهانی دوم و جنایات هولوکاست گسترش و توسعه یافت، و با تصویب اعلامیه جهانی حقوق بشر در پاریس توسط مجمع عمومی سازمان ملل متحد در سال ۱۹۴۸ به اوج خود رسید و به رسمیت شناخته شد.
در جهان باستان، مفهوم حقوق بشر به گونه‌ای که امروزه وجود دارد نبود. بلکه در جوامع باستانی به‌صورت مجموعه‌ای مفصل از وظایف بود، که مفاهیمی از جمله، عدالت، مشروعیت سیاسی، شکوفایی انسان که در پی دست‌یابی به کرامت انسانی حاصل می‌شود یا خوب بودن، فارغ از عنوان و مفهوم حقوق بشر وجود داشت. معنی مدرن و امروزی حقوق بشر در اوایل دوره مدرن و همراه با سکولاریزاسیون اروپایی از اخلاق یهودی–مسیحی گسترده‌تر شد و مفهوم آن تغییر یافت. در واقع حقوق بشر از مفهوم حقوق طبیعی گرفته شده است. حقوق طبیعی، نظریه‌ای است که در آن قوه قانون‌گذار به گونه‌ای عینی و منطقی محدود می‌شود. مطابق این مکتب، منطق بشری، بنیادهای قانون را از طبیعت الهام می‌گیرد، و از طریق قانون طبیعت، ضمانت اجرایی به دست می‌آورد و در واقع بخشی از سنت حقوق طبیعی قرون وسطایی به‌شمار می‌رود که در دورهٔ روشنگری توسط فیلسوفانی چون جان لاک، فرانسیس هاچسون، ژان ژاک بورلاماکی و غیره تا حدود زیادی مفهوم مدرن پیدا کرد و در گفتمان سیاسی و انقلاب آمریکا و انقلاب فرانسه هرچه بیش‌تر توجه جامعه جهانی را به خود جلب کرد؛ لذا بر این اساس، نظریه مدرن حقوق بشر، در طول نیمه دوم قرن بیستم، پدید آمده است. و در این دوره فعالیت‌های اجتماعی و گفتمان‌های سیاسی در رأس دستور کار بسیاری از ملل جهان قرار گرفت.
بر اساس مقدمه اعلامیه جهانی حقوق بشر:
 از آن‌جایی‌که به رسمیت شناختن منزلت ذاتی و حقوق یکسان و انتقال‌ناپذیر همه اعضای خانواده بشری اساس آزادی، عدالت و صلح در جهان است… — مقدمه اعلامیه جهانی حقوق بشر
و بر طبق ماده یک اعلامیه جهانی حقوق بشر:
تمامی ابنای بشر آزاد به دنیا می‌آیند و از لحاظ منزلت و حقوق با هم برابرند. به آن‌ها، موهبت عقل و وجدان عطا شده است، و باید نسبت به یکدیگر روحیهٔ برادری داشته باشند. — ماده یک اعلامیه جهانی حقوق بشر

## تاریخچه مفهوم حقوق بشر

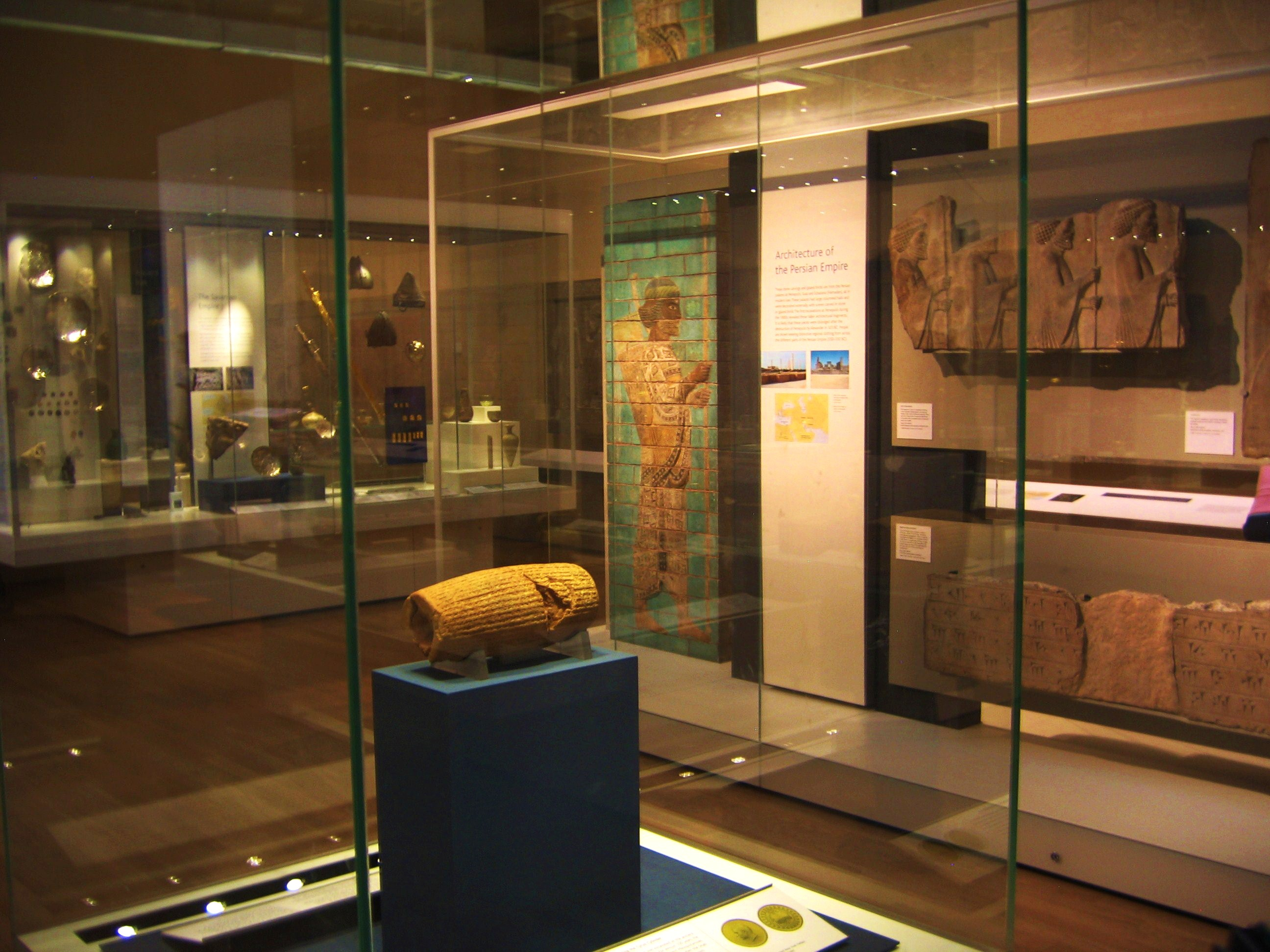
منشور حقوق بشر کوروش بزرگ موسوم به منشور کوروش، استوانه‌ای سفالین است که در سال ۵۳۹ پیش از میلاد، به فرمان کوروش دوم هخامنشی شاهنشاه ایران ساخته شد.

منشور حقوق بشر کوروش بزرگ که به عنوان «اولین منشور حقوق بشر» در جهان شناخته می‌شود، در پایه‌های شهر بابل قرار داده شده‌بود و اکنون در موزه بریتانیا نگاه‌داری می‌شود.
با تشکیل سازمان ملل متحد، آن سازمان نقش مهمی در زمینه حقوق بشر بین‌الملل ایفاء کرده است. سازمان ملل با توسعه نهادهای حقوقی و زیرمجموعه‌ها، گفتمان‌های بین‌المللی بشردوستانه را توسعه داده است.

## فلسفه حقوق بشر
فلسفه حقوق بشر، به بررسی مبانی اساسی مفهوم حقوق بشر می‌پردازد و محتوای آن را به نقد می‌کشد. رویکردهای نظری متعددی وجود دارد که قصد آن توضیح چرایی و چگونگی تبدیل حقوق بشر، به بخشی از انتظارات جامعه است.
یکی از قدیمی‌ترین فلسفه‌های غرب در مورد حقوق بشر، حاصل اندیشه حقوق طبیعی است که از دلایل مختلف فلسفی یا دینی نشات گرفته است. دیگر نظریه در این زمینه، بر این اساس است، که حقوق بشر، رفتار اخلاقی را تعیین می‌کند و اخلاق اجتماعی انسان با فرایند تکامل بیولوژیکی و اجتماعی توسعه پیدا می‌کند (نظریه دیوید هیوم). حقوق بشر به عنوان یک جامعه شناختی از تنظیم قوانین است. همان‌طور که در تئوری جامعه شناختی قانون و کار از ماکس وبر، توضیح داده شده است. سایر تئوری‌ها در این زمینه عبارتند از افراد جامعه اقتدار و مشروعیت قوانین را قبول می‌کنند، در ازای امنیت و مزیت‌های اقتصادی که به دست می‌آورند (مانند نظریه راولز). دو نظریه معاصر دیگر وجود دارند که نظریه منافع و نظریه تلاش نامیده می‌شوند. نظریه منافع، استدلال می‌کند که کارکرد اصلی حقوق بشر، محافظت و ترویج منافع انسان است، در حالی که نظریه تلاش بر اساس ظرفیت انسان برای آزادی به حقوق بشر اعتبار می‌بخشد.

## طبقه‌بندی حقوق بشر
حقوق بشر را می‌توان به گونه‌های مختلف و متفاوتی دسته‌بندی و طبقه‌بندی کرد. رایج‌ترین آن در سطح بین‌المللی، شیوه‌ای از طبقه‌بندی است که حقوق بشر را به حقوق مدنی، سیاسی، اقتصادی، اجتماعی و فرهنگی تقسیم‌بندی کرده است.
حقوق مدنی و حقوق سیاسی، مندرج در مواد بیست و یک تا سی از اعلامیه جهانی حقوق بشر (UDHR) و در میثاق بین‌المللی حقوق مدنی و سیاسی (ICCPR) می‌باشد. حقوق اقتصادی، اجتماعی و فرهنگی مندرج در مواد ۲۲ تا ۲۸ از اعلامیه جهانی حقوق بشر و در میثاق بین‌المللی حقوق اقتصادی، اجتماعی و فرهنگی است. (ICESCR)

### تفکیک‌ناپذیری
اعلامیه جهانی حقوق بشر تفکیک‌ناپذیر است و کلیت آن را باید محترم شمرد و مورد اجرا قرار داد و هردو بخش حقوق اقتصادی، اجتماعی و فرهنگی و حقوق مدنی و سیاسی باید باهم اجرا شوند زیرا حقوق بشر تنها در صورتی موفقیت حاصل خواهد نمود که تمامی بخش‌های آن رعایت شود.

### دسته‌بندی
مدافعان نظریه غیرقابل تفکیک بودن حقوق بشر، بر این باورند که حقوق اقتصادی، اجتماعی و فرهنگی با حقوق مدنی و سیاسی اساساً تفاوت دارند و لذا نیازمند روش‌ها و رویکردهای کاملاً متفاوتی در پرداختن به موضوع می‌باشند؛ و از جمله ویژگی‌های حقوق اقتصادی، اجتماعی و فرهنگی عبارتند از:
- پوزیتیو (حقوق اثباتی) بودن، به این معنی که نیاز به تصویب از سوی دولت دارند و باید از مجرای قانون‌گذاری وارد جامعه شوند. درحالی‌که حقوق مدنی و سیاسی حقوقی هستند که فرد به صرف انسان بودن از آن بهره‌مند می‌شود و دولت تنها باید از نقض آن جلوگیری کند و نیاز به تصویب ندارد.
- محدودیت منابع داشتن، بدین معنی که این حقوق برای دولت هزینه بردار هستند و دولت در ارائه آن به مشکل تأمین منبع برمی‌خورد.
- محتاج زمان‌بندی و پیشروی مرحله‌ای هستند و به زمان قابل توجهی برای پیاده‌سازی نیاز دارند.
- این حقوق مبهم و غیرقابل اندازه‌گیری، از لحاظ کمیت هستند؛ و قضاوت در مورد اینکه آیا به اندازه کافی به جامعه ارائه شده است یا باید به مقدار بیشتری ارائه گردد سخت و غیرممکن می‌باشد و در این خصوص نظرات مختلفی وجود دارد.
- اجماع ناپذیر، هستند زیرا اتحادی در مورد اینکه چه حقوقی باید به این عنوان ارائه شوند وجود ندارد.
- این حقوق سوسیالیستی هستند، و متضاد حقوق سرمایه‌داری می‌باشند.
- این حقوق غیرقابل داوری می‌باشند چرا که در مورد ارائه یا نقض آن نمی‌توان از طریق دادگاه قضاوت کرد.
- آرمان گرایانه می‌باشد و نقطه مقابل حقوق قانونی که در واقعیت وجود دارد.

به همین ترتیب ویژگی‌های حقوق مدنی و سیاسی عبارتند از:
- نگاتیو (حقوق غیر اثباتی) به این معنی که نیازی نیست دولت برای آن‌ها قانونی وضع کند و صرفاً باید به محافظت از این حقوق بپردازد که نقض نگردند.
- هزینه بردار نیست و نیازی به منابع مالی ندارند.
- فوری هستند و نیاز به برنامه زمانی ندارند به این معنی که بلافاصله بعد از که دولت تصمیم بگیرد می‌تواند آن را ارائه دهد.
- دقیق هستند چرا که به آسانی می‌توان آن‌ها را قضاوت و اندازه‌گیری کرد.
- غیر نظری و غیر سیاسی هستند.
- کاپیتالیست (حقوق سرمایه‌داری) می‌باشند.
- قابل داوری و طرح در دادگاه برای قضاوت می‌باشند.
- حقوق قانونی واقعی می‌باشند و آرمان گرایانه نیستند.

اولیویا بال و پل گریدی بر این باورند که به آسانی می‌توان برای هر دو شاخه طبقه‌بندی فوق، مثال‌هایی ارائه کرد که در طبقه‌بندی فوق نمی‌گنجند. به عنوان مثال به خصوص در زمینه‌هایی مانند قابل داوری بودن، پوزیتیو بودن، محدودیت منابع و مبهم بودن.

### سه نسل
نوع دیگری از طبقه‌بندی که توسط کارل واساک، ارائه شده است، حقوق بشر را به سه نسل تقسیم می‌کند:
حقوق نسل اول: حقوق مدنی و سیاسی، که دربردارنده حقوق مربوط به زندگی و مشارکت سیاسی است.
حقوق نسل دوم: حقوق اقتصادی، اجتماعی و فرهنگی که شامل حقوق مربوط به امرار معاش می‌شود.
حقوق نسل سوم: حقوق جمعی و گروهی، که حقوق مربوط به صلح و حقوق پاکسازی محیط زیست را دربرمی‌گیرد.
البته اخیراً برخی حقوقدانان قائل به نسل چهارمی هم برای حقوق بشر هستند که از آن با نام حقوق فناوری‌های جدید و یا حقوق دیجیتالی نام می‌برندref name="آکویی محصل,شهرام>{{نشر قانون>ظهور نسلی جدید در حقوق بشر,صفحه ۲۱۶|۱۴۰۰}}
فارغ از این طبقه‌بندی حقوق مربوط به نسل سوم بسیار مورد بحث قرار گرفته است. این طبقه‌بندی در تقابل با نظریه غیرقابل تفکیک بودن قرار می‌گیرد چراکه به‌طور ضمنی بیان می‌کند که برخی از حقوق می‌توانند به‌طور مستقل و فارغ از بقیه آن‌ها وجود داشته باشند. کارشناس حقوق بشر فیلیپ آلستون استدلال می‌کند:
اگر هریک از شاخصه‌های حقوق بشر ضروری و مهم تلقی شوند پس در هیچ‌یک از آن‌ها را نباید مورد بی‌توجهی قرار داد و این مسئله بسیار مهم است.
او و برخی دیگر معتقد به رعایت احتیاط در اولویت بندی حقوق هستند:
هر گونه اولویت بندی نباید موجب نادیده گرفتن موارد دیگر و نقض آشکار حقوق شود.— فیلیپ آلستون
اولویت بندی در صورت لزوم، باید پایبند به مفاهیم اصلی و اصولی مانند عدم تبعیض، برابری و مشارکت باشد.— اولیویا بال (Olivia Ball) و پل گریدی (Paul Gready)
بعضی از حقوق بشر، حقوقی غیرقابل تفویض هستند. عبارت غیرقابل تفویض به این معنا است که این حقوق اساسی و سلب ناشدنی از طبیعت انسان هستند.

## حفاظت بین‌المللی
بعد از جنایاتی که در جنگ جهانی دوم رخ داد نگرانی برای حمایت اجتماعی و حقوقی از حقوق بشر و آزادی‌های اساسی و پایه افزایش یافته بود. پایه و اساس سازمان ملل متحد و مفاد منشور سازمان ملل متحد ارائه و ایجاد مبنا و بنیادی برای یک سیستم کامل و جامع از حقوق بین‌الملل و تلاش در زمینه حفاظت از حقوق بشر است. از آن زمان به بعد، حقوق بشر بین‌المللی، توسط مجموعه به هم پیوسته‌ای از قرادادها، عهدنامه‌ها، سازمان‌ها و نهادهای سیاسی پایه‌ریزی شد.

### منشور سازمان ملل متحد
مفاد منشور سازمان ملل متحد اساساً برای توسعه و گسترش حفاظت از حقوق بشر بین‌المللی است. در مقدمه آن لزوم پایبندی به حقوق اساسی بشر، حیثیت و ارزش انسانی و تساوی حقوق مرد و زن ذکر شده است. مطابق مورد سوم از ماده یک منشور، بر لزوم همکاری بین‌المللی در زمینه حل مشکلات بین‌المللی که دارای جنبه‌های اقتصادی، اجتماعی، فرهنگی یا بشردوستانه است و در پیشبرد و تشویق احترام به حقوق بشر و آزادی‌های اساسی برای همگان بدون تمایز از حیث نژاد، جنس، زبان یا مذهب تأکید شده است. ماده ۵۵ منشور تبیین می‌کند که:
باتوجه به ضرورت ایجاد شرایط ثبات و رفاه برای تأمین روابط مسالمت‌آمیز و دوستانه بین‌الملل براساس احترام به اصل تساوی حقوق و خودمختاری ملل، سازمان ملل متحد امور زیر را تشویق خواهد کرد:
الف- بالا بردن سطح زندگی، فراهم ساختن کار برای حصول شرایط ترقی و توسعه در نظام اقتصادی و اجتماعی؛
ب- حل مسائل بین‌المللی اقتصادی، اجتماعی، بهداشتی و مسائل مربوط به آن‌ها و همکاری بین‌المللی فرهنگی و آموزشی.
ج- احترام جهانی و مؤثر حقوق بشر و آزادی‌های اساسی برای همه بدون تبعیض از حیث نژاد، جنس و زبان یا مذهب.
همچنین ماده پنجاه و شش از منشور از اهمیت بالایی برخوردار است، چون مطابق آن، کلیه اعضا متعهد می‌شوند که برای نیل به مقاصد مذکور در ماده ۵۵ درهمکاری با سازمان ملل متحد اقدامات فردی یا دسته جمعی معمول دارند.
رعایت و اجرای این مفاد برای طرفین آن یعنی خود سازمان و اعضا الزامی است و در واقع به عنوان یک تعهد حقوقی برای اعضای سازمان ملل متحد محسوب می‌شود.
به‌طور کلی، مراجع حقوق بشر در منشور مبهم و کلی است و منشور مشتمل بر حقوق قانونی خاصی برای روش اجرای حقوق و محافظت از اجرای آن نیست به دیگر سخن ضمانت اجرایی خاصی برای قوانین آن وجود ندارد، با این وجود از اهمیت حمایت از اجرای حقوق بشر در منشور سازمان ملل متحد نباید کاسته شود. اهمیت حقوق بشر در صحنه جهانی را می‌توان از روی اهمیت آن در چارچوب سازمان ملل متحد پیش‌بینی کرد و منشور سازمان ملل متحد را می‌توان نقطه شروعی برای گسترش طیف وسیعی از اعلامیه‌ها، عهدنامه‌ها، پیاده‌سازی و اجرایی سازی ارگان‌های سازمان ملل متحد، کمیته‌ها و گزارش‌ها برای حفاظت از حقوق بشر محسوب نمود.
حقوقی که توسط منشور سازمان ملل متحد از آن‌ها حمایت می‌شود حقوق مدون و تعریف شده در اعلامیه‌های بین‌المللی حقوق بشر است مانند اعلامیه جهانی حقوق بشر، میثاق بین‌المللی حقوق مدنی و سیاسی و میثاق بین‌المللی حقوق اقتصادی، اجتماعی و فرهنگی.

### اعلامیه جهانی حقوق بشر

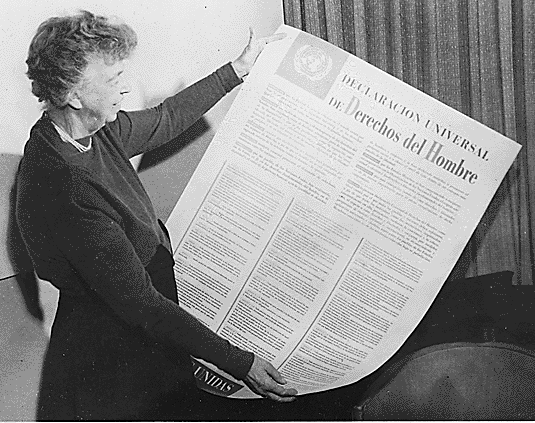
النور روزولت با متن اسپانیایی اعلامیه جهانی حقوق بشر در سال ۱۹۴۹.

اعلامیه جهانی حقوق بشر توسط مجمع عمومی سازمان ملل متحد در سال ۱۹۴۸، تا حدودی در پاسخ به جنایات جنگ جهانی دوم، به تصویب رسید. اگر چه اعلامیه جهانی حقوق بشر قطعنامه‌هایی غیر الزام‌آور و فاقد ضمانت اجرا بود، اما هم‌اکنون پایبندی و پذیرش حقوق عرفی بین‌الملل تا حدودی قواعد آن را الزام‌آور ساخته است.
اعلامیه جهانی حقوق بشر مصرانه از کشورهای عضو می‌خواهد که برای توسعه و گسترش تعدادی از حقوق انسانی، مدنی، اقتصادی و اجتماعی، تلاش کنند و تأکید می‌نماید که این حقوق بخشی از بنیاد آزادی، عدالت و صلح در جهان می‌باشد. اعلامیه‌های بین‌المللی تلاش می‌کردند برای اینکه به‌طور قانونی در راستای محدود کردن دولت گام بردارند و سیستم جدیدی را پایه‌گذاری کنند که در آن شهروندان و دولت متقابلاً در قبال هم حق و وظیفه داشته باشند.
مطابق مقدمه اعلامیه جهانی حقوق بشر در سال ۱۹۴۸:
به رسمیت شناختن منزلت ذاتی و حقوق برابر و مسلم همه اعضای خانواده بشری اساس آزادی، عدالت و صلح در جهان است.
منشور سازمان ملل خواستار ایجاد کمیسیونی برای حقوق بشر بود. النور روزولت، بیوه فرانکلین دلانو روزولت رئیس‌جمهوری ایالات متحده، ریاست این کمیسیون را در سال ۱۹۴۷ به عهده گرفت. تهیه، تدوین و تصویب اعلامیه جهانی حقوق بشر تحت هدایت و نظارت این زن متواضع و معتقد به کرامت انسانی انجام پذیرفته است. وی از طرف بسیاری از صاحب نظران به عنوان با نفوذترین زن قرن بیستم شناخته شده است.
اعضای کمیسیون بلافاصله در مورد اینکه به مانند منشوری از حقوق باید چگونه باشد و همچنین چگونگی اجرای آن، با هم موافق نبودند؛ لذا کمیسیون اقدام به ایجاد یک چارچوب برای اعلامیه جهانی حقوق بشر و معاهدات همراه با آن کرد و اعلامیه جهانی حقوق بشر به سرعت در اولویت قرار گرفت.
جان پیترز هامفری استاد حقوق در کانادا، رئیس بخش حقوق بشر دبیرخانه سازمان ملل، اگر چه رسماً عضو هیئت مدیره کمیسیون و کمیته تهیه پیش‌نویس بود، ولی وی تهیه‌کننده مدارک اولیه چهار صد و هشت صفحه‌ای و اولین پیش‌نویس اعلامیه برای کمیته تهیه پیش‌نویس بوده است. او در خلال بحث‌ها نیز، نقش میانجی با ارزشی بین فلسفه‌های مختلف را ایفا کرد هامفری به همراه وکیل فرانسوی رنه کاسین مسئول بسیاری از پژوهش‌های ملی و چگونگی ساختار اسناد بودند، آنچه در اعلامیه حقوق بشر آمده است تفسیری است از اصول اولیه‌ای که ایشان نگاشته بودند. سندی که کاسین آن را نوشته بود شامل اصول اساسی کرامت، آزادی، برابری و برادری در دو ماده اول خود بود؛ که با حقوق مربوط به افراد جایگزین شد حقوق افراد در ارتباط با یکدیگر و در ارتباط با اجتماعات مانند حقوق معنوی، حقوق عمومی و سیاسی و حقوق اقتصادی، اجتماعی و فرهنگی و نهایتاً سه ماده آخر در متن نوشته شده توسط کاسین در زمینهٔ محدودیت‌ها وظایف و نظم اجتماعی و سیاسی است.
هامفری و کاسین در اعلامیه حقوق بشر اصولی را آوردند که از نظر قانونی قابل اجرا بود. همان‌طور که در بند سوم از مقدمهٔ اعلامیه جهانی حقوق بشر، سال ۱۹۴۸ منعکس شده است:
از آنجا که بایسته است تا آدمی، به عنوان آخرین راهکار، ناگزیر از شوریدن علیه بیدادگری و ستمکاری نباشد، به پاسداری حقوق بشر از راه حاکمیت قانون همت گمارد.
رنه کاسین پروفسور حقوق مدنی و متخصص در حقوق بین‌الملل به ویژه حقوق بشر در دانشگاه پاریس بود. او زندگیش را وقف دفاع از حقوق مردان، زنان و کودکان کرده بود به‌طوری‌که در دهه ۱۹۲۰ وی را پدر یتیمان فرانسه می‌خواندند. در سال ۱۹۶۸ جایزه صلح نوبل را بخاطر تهیه اولین پیش‌نویس کامل اعلامیه جهانی حقوق بشر دریافت کرد.
قسمتی از اعلامیه جهانی حقوق بشر تحقیقی بود که توسط کمیته‌ای از کارشناسان بین‌المللی حقوق بشر از جمله نمایندگانی از همه قاره‌ها و همه ادیان بزرگ و با مشورت رهبرانی مانند مهاتما گاندی طراحی و نوشته شده بود. و شامل عناوینی چون حقوق مدنی، سیاسی، اقتصادی، اجتماعی و فرهنگی می‌شد.
در این کمیته این فرض پیش‌بینی شده بود که تمام حقوق بشر تفکیک‌ناپذیر است و تمام انواع آن به گونه‌ای مرتبط با یکدیگر فهرست شده‌اند. این اصل توسط هریک از اعضای کشورهای مختلف به اتفاق آرا به تصویب رسید. (اعضا عبارت بودند از: جمهوری سوسیالیستی بلاروس شوروی، چکسلواکی، لهستان، عربستان سعودی، جمهوری سوسیالیستی اوکراین شوروی، اتحادیه آفریقای جنوبی، اتحاد جماهیر شوروی سوسیالیستی، یوگسلاوی) با این حال بعدها موضوع مهم چالش قرار گرفت.
اعلامیه جهانی حقوق بشر به دو شاخه مختلف تقسیم شد که عبارتند از:
1. میثاق حقوق مدنی وسیاسی
2. میثاق حقوق اجتماعی، اقتصادی و فرهنگی، هردو میثاق باحق مردم برای تعیین سرنوشت و حاکمیت بر منابع طبیعی خود شروع می‌شود.[۲۲] بحث بر سر این که حقوق بشر بنیادی تر از حقوق اساسی است یا برعکس تا به امروز همچنان ادامه دارد.

تدوین کنندگان میثاق در ابتدا تنها یک شاخه را در نظر گرفته بودند و پیش‌نویس اولیه و اصلی تنها شامل حقوق سیاسی و مدنی بود اما بعدها شاخه حقوق اقتصادی، اجتماعی نیز پیشنهاد شد.
اختلاف نظر بر سر اینکه کدام شاخه پایه اساسی حقوق بشر را تشکیل می‌دهد، موجب ایجاد دو میثاق حقوق بشر شده است. بحث بر سر این مسئله بود که حقوق اقتصادی و اجتماعی حقوقی آرمان گرایانه می‌باشند و با تعریف حقوق بشر که حقوقی اساسی هستند و مردم به صرف انسان بودن از آن بهره‌مند می‌شوند در تضاد است و میزان حقوق اقتصادی و اجتماعی به میزان ثروت و در دسترس بودن منابع مالی بستگی دارند. علاوه بر این حقوق اجتماعی و اقتصادی به ایدئولوژی یا نظریه اقتصادی پذیرفته شده در جامعه مرتبط می‌گردد. درحالی‌که به عکس آن، حقوق اساسی بشر، کاملاً منطبق با طبیعت انسان (توانایی‌های جسمی و روانی) می‌باشند. همچنین دیگر بحث‌ها بر سر این است که حقوق اقتصادی، متناسب با موقعیت افراد الزام‌آور و ضروری است و نیز در مورد آن اجماع وجود ندارد و همگی در این زمینه توافق دارند که ابزارهای مورد نیاز برای اجرایی کردن حقوق اقتصادی و اجتماعی، با ابزارهای مورد نیازی برای اجرایی نمودن حقوق مدنی و سیاسی کاملاً متفاوت می‌باشند.
این بحث‌ها و تمایل برای هرچه بیشتر به امضاء رساندن قوانین حقوق بشر، منجر به ایجاد این دو میثاق شد. بلوک شوروی و تعدادی از کشورهای در حال توسعه بر این باور بودند که باید همه حقوق در یک قطعنامه واحد گنجانیده شود. هردو میثاق به کشورها اجازه می‌داد که برخی از حقوق را فسخ کنند؛ و موافقان امضای آن، در معاهده اجماع و اکثریت کافی را به‌دست نیاوردند.

### پیمان نامه‌های بین‌المللی
در سال ۱۹۶۶ میثاق بین‌المللی حقوق مدنی و سیاسی (ICCPR) و میثاق بین‌المللی حقوق اقتصادی، اجتماعی و فرهنگی(ICESCR) در سازمان ملل متحد، به تصویب رسید. کشورهایی که این پیمان را امضاء کردند رعایت حقوق مندرج در اعلامیه جهانی حقوق بشر برایشان الزام‌آور بود و به ایجاد قوانین مربوط به حقوق بشر، متعهد شدند.
از آن زمان به بعد معاهدات و قوانین متعدد دیگر در سطح بین‌المللی ارائه شده‌اند. آن‌ها به‌طور کلی به عنوان اسناد حقوق بشر شناخته شده است. برخی از این معاهدات مهم که در ارتباط با میثاق بین‌المللی حقوق مدنی و سیاسی و میثاق بین‌المللی حقوق اقتصادی، اجتماعی و فرهنگی به تصویب رسیده‌اند مانند معاهدات هفت هسته‌ای" عبارتند از:
- معاهده بین‌المللی محو همه اشکال تبعیض نژادی (که در سال ۱۹۶۶ به تصویب رسید و در سال ۱۹۶۹ لازم‌الاجرا شد).
- کنوانسیون امحای کلیه اشکال تبعیض علیه زنان (که در سال ۱۹۷۹ به تصویب رسید و در سال ۱۹۸۱ لازم‌الاجرا شد).
- کنوانسیون سازمان ملل متحد علیه شکنجه (که در سال ۱۹۸۴ به تصویب رسید و در سال ۱۹۸۴ لازم‌الاجرا شد).
- کنوانسیون حقوق کودک (که در سال ۱۹۸۹ به تصویب رسید و در سال ۱۹۸۹ لازم‌الاجرا شد)
- کنوانسیون حقوق افراد دارای معلولیت (که در سال ۲۰۰۶ به تصویب رسید و در سال ۲۰۰۸ لازم‌الاجرا شد).
- کنوانسیون بین‌المللی حمایت از حقوق کارگران مهاجر و اعضای خانواده‌شان (که در سال ۱۹۹۰ به تصویب رسید و در سال ۲۰۰۳ لازم‌الاجرا شد).

### قطعنامه‌های حقوق بشری
قطعنامه‌های حقوق بشری مجمع عمومی سازمان ملل، برای کشورها بار حقوقی و الزامی ندارد، اما در صحنه بین‌المللی برای آن‌ها هزینه سیاسی ایجاد می‌کند.

## نقض حقوق بشر
نقض حقوق بشر زمانی رخ می‌دهد که توسط دولت یا نهاد غیردولتی برخی از افراد مورد سوءاستفاده قرار بگیرند، یا حقوق اساسی (از جمله حقوق مدنی، سیاسی، فرهنگی، اجتماعی و اقتصادی) آن‌ها انکار و نادیده گرفته شود، یا هنگامی که هر دولت یا نهاد غیردولتی بخشی از پیمان میثاق بین‌المللی حقوق مدنی و سیاسی یا دیگر حقوق بین‌المللی و حقوق بشر دوستانه را در مورد برخی از افراد رعایت نکند؛ لذا در مورد نقض حقوق بشر سازمان ملل متحد شورایی را تعیین کرده تحت عنوان شورای امنیت که تنها تریبون و دادگاهی است که در این‌گونه موارد تصمیم‌گیری می‌کند. چنانچه مطابق ماده ۳۹ منشور سازمان ملل متحد: شورای امنیت وجود هرگونه تهدید علیه صلح، نقض صلح، یا عمل تجاوز را احراز و توصیه‌هایی خواهد نمود یا تصمیم خواهد گرفت که برای حفظ یا اعاده صلح و امنیت بین‌المللی به چه اقداماتی برطبق مواد ۴۱ و ۴۲ باید مبادرت شود.
سازمان‌های غیردولتی مستقل، از جمله سازمان عفو بین‌الملل، فدراسیون بین‌المللی حقوق بشر، دیده‌بان حقوق بشر، سازمان جهانی مبارزه با شکنجه، خانه آزادی، آزادی بیان بین‌المللی و سازمان ضد برداری، نظارت می‌شود. کار این سازمان‌ها این است که: شواهد و مدارک و اسناد نقض حقوق بشر را جمع‌آوری می‌کند و و سپس از طریق تحت فشار قرار دادن سعی بر اجرای قوانین حقوق بشر دارد.
جنگ‌ها و جنایات جنگی، جنایت علیه بشریت از جمله نسل‌کشی، نقض قوانین بین‌المللی بشردوستانه از جدی‌ترین موارد نقض حقوق بشر به‌شمار می‌روند.
افشاگری و آگاه ساختن جهان و اعتراض به رفتارهای غیرانسانی اغلب منجر به درخواست برای کمک و گاهی بهبود شرایط می‌شود. شورای امنیت سازمان ملل متحد برای حفظ صلح کار می‌کند و سایر ملل و معاهدات (ناتو)، در هنگام لزوم برای حفاظت از حقوق بشر مداخله می‌کنند.

## حقوق بنیادین

### حق زندگی
مطابق ماده شش میثاق بین‌المللی حقوق مدنی و سیاسی:
1. حق زندگی از حقوق ذاتی شخص انسان است. این حق باید به موجب قانون حمایت بشود. هیچ فردی را نمی‌توان خودسرانه (بدون مجوز) از زندگی محروم کرد.
2. در کشورهایی که مجازات اعدام لغو نشده صدور حکم اعدام جائز نیست، مگر در مورد مهم‌ترین جنایات طبق قانون لازم‌الاجرا در زمان ارتکاب جنایت، که آن‌هم نباید با مقررات این میثاق و کنوانسیون‌ها راجع به جلوگیری و مجازات جرم کشتار دسته جمعی (جنساید) منافات داشته باشد. اجرای این مجازات جائز نیست مگر به موجب حکم قطعی صادر از دادگاه صالح.
3. در مواقعی که سلب حیات تشکیل دهنده جرم کشتار دسته جمعی باشد چنین معهود است که هیچ‌یک از مقررات این ماده، دولت‌های طرف این میثاق را مجاز نمی‌دارد که به هیچ نحو از هیچ‌یک از الزاماتی که به موجب مقررات کنوانسیون جلوگیری و مجازات جرم کشتار دسته جمعی (جنساید) تقبل شده انحراف ورزند.
4. هر محکوم به اعدامی حق خواهد داشت که درخواست عفو یا تخفیف مجازات بنماید. عفو عمومی یا عفو فردی یا تخفیف مجازات اعدام در تمام موارد ممکن است اعطا شود.
5. حکم اعدام در مورد جرایم ارتکابی اشخاص کمتر از هیجده سال صادر نمی‌شود و در مورد زنان باردار، قابل اجرا نیست.
6. هیچ‌یک از مقررات این ماده برای تأخیر یا منع الغا مجازات اعدام از طرف هر یک از دولت‌های طرف این میثاق قابل استناد نیست.

به گفته بسیاری از فعالان حقوق بشر مجازات اعدام ناقض حق حیات است. سازمان ملل متحد از کشورها خواسته تا مجازات اعدام را لغو کنند. ولی کشورها آن‌گونه که باید و شاید به فشار سیاسی و اخلاقی سازمان ملل توجهی نشان نداده‌اند.

### منع شکنجه

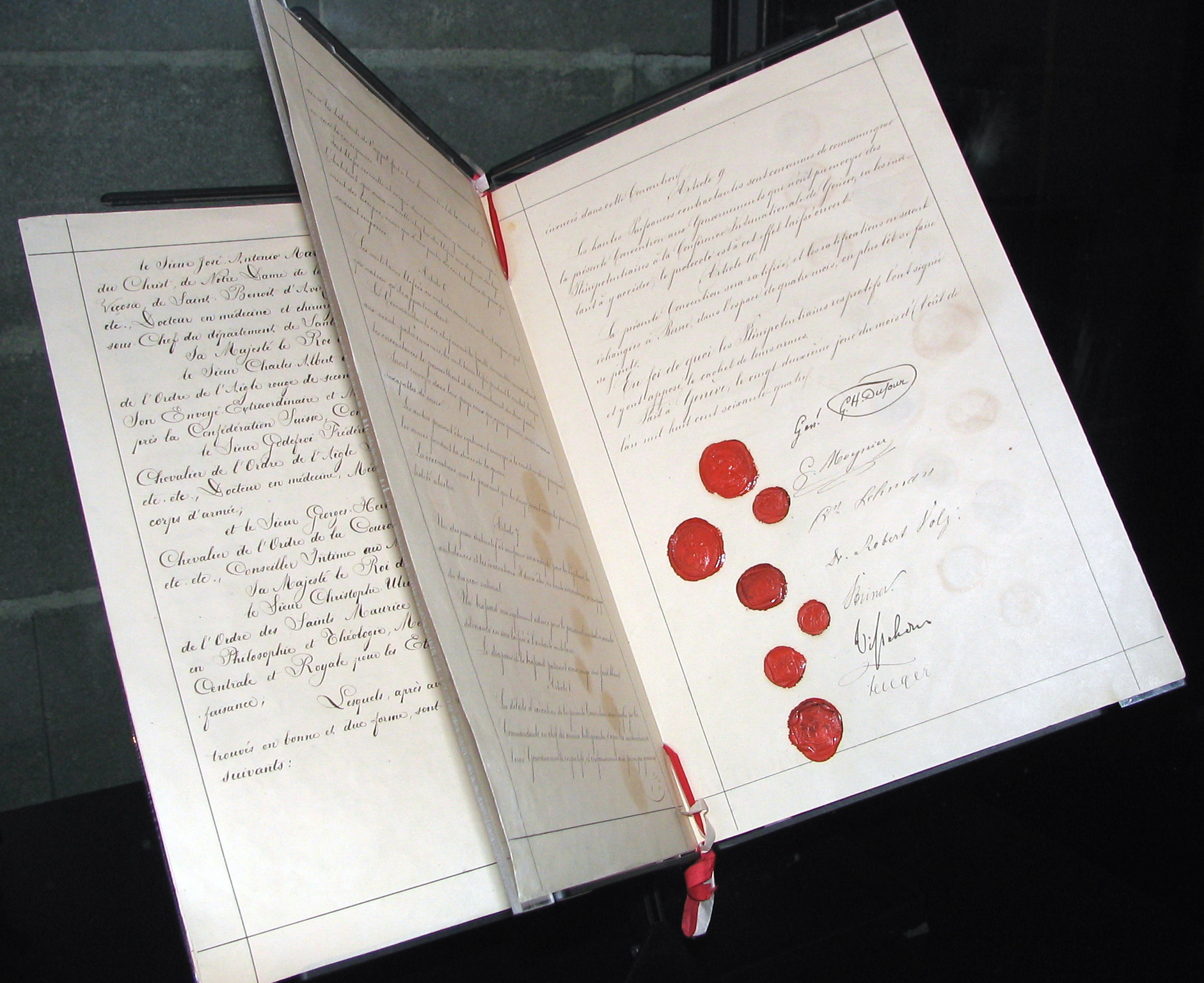
کنوانسیون اصلی ژنو در سال ۱۸۶۴

سیر رشد کنوانسیونهای ژنو از ۱۸۶۴ تا ۱۹۴۹

در طول تاریخ از شکنجه به عنوان یکی از روش‌های بازجویی، مجازات، اجبار و تحت فشار قراردادن فرد استفاده شده است. علاوه بر دولت، افراد یا گروه‌های دیگر نیز ممکن است انگیزه‌های مشابه دولت برای تحمیل شکنجه بر دیگران داشته باشند همچنین تمایلات سادیستی افراد مانند مواردی که در قتل‌ها اتفاق می‌افتد می‌توانند از دلایل شکنجه باشد.
شکنجه در قرن بیست و یکم توسط بسیاری از قوانین بین‌المللی و قوانین داخلی بسیاری از کشورها ممنوع شد. شکنجه به عنوان یکی از موارد نقض حقوق بشر در نظر گرفته شده است و ماده پنج اعلامیه جهانی حقوق بشر سازمان ملل متحد آن را غیرقابل قبول و ممنوع اعلام کرد.
امضاء کنندگان کنوانسیون سوم و چهارم ژنو رسماً موافقت کردند که با ممنوعیت شکنجه در مورد زندانیان و شکنجه توسط کنوانسیون ضد شکنجه سازمان ملل متحد با تصویب ۱۴۷ کشور ممنوع شد.
قوانین ملی و بین‌المللی اجماع دارند در مورد اینکه شکنجه و بد رفتاری اعمالی هستند به دور از موازین اخلاق و عرف معمول در اجتماع و باید ممنوع شوند. با این وجود کنوانسیون‌های بین‌المللی، سازمان‌هایی که نظارت بر سوءاستفاده از حقوق بشر (به عنوان مثال سازمان عفو بین‌الملل، شورای بین‌المللی بازپروری قربانیان شکنجه) گزارش‌هایی از استفاده گسترده کشورها در مناطق زیادی از جهان را ارائه می‌دهند. سازمان عفو بین‌الملل تخمین می‌زند که حداقل ۸۱ دولت در جهان عمل شکنجه را انجام می‌دهند و برخی از آن‌ها هم آشکارا این کار را می‌کنند.

### منع برده‌داری
منع برده داری و آزادی برده‌ها از حقوق بین‌المللی به رسمیت شناخته شده در جهان است؛ و چنانچه در ماده چهارم اعلامیه جهانی حقوق بشر ذکر شده است:
هیچ‌کس را نباید در بیگاری بردگی نگاه داشت؛ برده داری و تجارت برده باید در تمامی اشکال آن ممنوع گردد.
با این وجود آمار تعداد بردگان امروزه، بالاتر از هر دوره تاریخی دیگری است. این تعداد که ۱۲ میلیون، تا ۲۷ میلیون گزارش شده است اکثراً کسانی می‌باشند که برده بدهی‌هایشان هستند؛ که عمدتاً در جنوب آسیا بوده و اسیر بدهی‌های وام دهندگانشان می‌باشند، که گاهی این بردگی تا نسل‌ها ادامه پیدا می‌کند. قاچاق انسان در درجه اول متوجه زنان و کودکان برای سوءاستفاده‌های جنسی و تجارت سکس است.
گروه‌هایی مانند گروه ضد برده‌داری آمریکایی، ضد برده داری بین‌المللی، آزادی بردگان، انجمن ضد برده‌داری و جامعه ضد برده‌داری همچنان برای رهایی جهان از برده‌داری تلاش می‌کنند.

### حق برخورداری از یک محاکمه منصفانه
هر انسانی حق دارد که در شرایط مساوات کامل از امکان دادرسی منصفانه و علنی توسط یک محکمه مستقل و بی‌طرف جهت پیگیری حقوق و تعهدات خود یا برای دفاع از هر اتهام جزایی که به او وارد شده است بهره‌مند گردد.
حق برخورداری از یک محکمه منصفانه در بسیاری از مناطق و به عنوان یکی از ابزارهای بین‌المللی حقوق بشر به رسمیت شناخته شده است. این حق، یکی از گسترده‌ترین موضوعات حقوق بشر است، که همه اسناد بین‌المللی حقوق بشر، آن را تقدیس نموده‌اند؛ و بیش از هر ماده دیگری به آن توجه شده است. با این وجود تفاوت‌های زبانی و مکانی در این مورد حقوق بشر این موضوع را به‌طور گسترده و در شرایط یکسان تعریف کرده است. هدف از این حق اطمینان از برقراری مناسب عدالت است. حداقل حقوقی که در یک محاکمه عادلانه در دعاوی مدنی و کیفری باید رعایت شود عبارتند از:
- حق برخورداری از دادگاه صالح، مستقل و بی‌طرف
- حق برخورداری از یک جلسه عمومی
- حق برخورداری از زمان معقول در محاکمه
- حق داشتن وکیل مدافع
- حق تفسیر[۴۵]

### آزادی بیان
آزادی بیان به معنی صحبت آزادانه و بدون سانسور است. ضمن اینکه آزادی بیان در معنای عام خود، شامل موارد گسترده‌تری از حرف زدن آزادانه همچون دریافت اطلاعات و ایده‌های مختلف اظهار نظر و جستجوی اطلاعات بدون در نظر گرفتن معیاری خاص برای آن می‌شود. حق آزادی بیان در هر کشوری محدودیت‌هایی دارد و یک حق مطلق نیست محدودیت‌هایی مانند ممنوعیت افتراء، تهمت، نشر اکاذیب، تحریک به ارتکاب جرم و غیره. حق آزادی بیان به عنوان یک حق انسانی در ماده ۱۹ اعلامیه جهانی حقوق بشر، در قوانین بین‌المللی حقوق بشر و میثاق بین‌المللی حقوق مدنی و سیاسی به رسمیت شناخته شده است. مطابق ماده نوزدهم میثاق بین‌المللی حقوق مدنی و سیاسی:
1. هیچ‌کس را نمی‌توان به مناسبت عقایدش مورد مزاحمت و اخافه قرار داد.
2. هر کس حق آزادی بیان دارد. این حق شامل آزادی تفحص و تحصیل و اشاعه اطلاعات و افکار از هر قبیل، بدون توجه به سر حدات، خواه شفاهاً یا به صورت نوشته یا چاپ یا به صورت هنری یا به هر وسیله دیگر به انتخاب خود می‌باشد.
3. اعمال حقوق مذکور در بند ۲ این ماده، مستلزم حقوق و مسئولیت‌های خاصی است و لذا ممکن است تابع محدودیت‌های معینی بشود که در قانون تصریح شده و برای امور زیر ضرورت داشته باشد:

الف. احترام به حقوق یا حیثیت دیگران.
ب. حفظ امنیت یا نظم عمومی یا سلامت یا اخلاق عمومی.

### آزادی اندیشه، عقیده و دین
هر انسانی محق است که از آزادی اندیشه و عقیده و مذهب بهره‌مند شود، این حق شامل مواردی چون آزادی تغییر مذهب یا عقیده و آزادی در داشتن دین به تنهایی یا در گروه‌های دیگر به صورت خصوصی یا عمومی و انجام عبادت‌های خود و غیره می‌شود.— ماده ۱۸ میثاق بین‌المللی حقوق مدنی و سیاسی

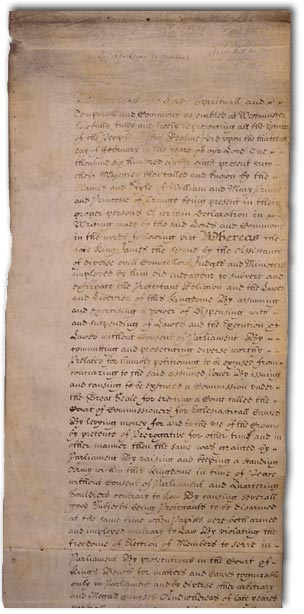
اعلامیه حقوق (۱۶۸۸ یا ۱۶۸۹) تاریخ ایجاد: ۱۶۸۹ تاریخ تصویب: ۱۶ دسامبر ۱۶۸۹ مکان: آرشیو ملی بریتانیای کبیر نویسنده: پارلمان انگلستان هدف: تضمین آزادی‌های خاص و حصول اطمینان از تفوق سیاسی پروتستان.

مطابق ماده ۱۸ میثاق بین‌المللی حقوق مدنی و سیاسی:
1. هر کس حق آزادی فکر، عقیده و مذهب دارد. این حق شامل آزادی داشتن یا قبول یک مذهب یا معتقدات به انتخاب خود، همچنین آزادی ابراز مذهب یا معتقدات خود، خواه به‌طور فردی یا جمعی، خواه به‌طور علنی یا در خفا در عبادات و اجرای آداب و اعمال و تعلیمات مذهبی می‌باشد.
2. هیچ‌کس نباید مورد اکراهی واقع شود که به آزادی او در داشتن یا قبول یک مذهب یا معتقدات به انتخاب خودش لطمه وارد آورد.
3. آزادی ابراز مذهب یا معتقدات را نمی‌توان تابع محدودیت‌هایی نمود، مگر آنچه منحصراً به موجب قانون پیش‌بینی شده و برای حمایت از امنیت، نظم، سلامت یا اخلاق عمومی یا حقوق و آزادی‌های اساسی دیگران ضرورت داشته باشد.
4. دولت‌های طرف این میثاق متعهد می‌شوند که آزادی والدین و بر حسب مورد سرپرستان قانونی کودکان را در تأمین آموزش مذهبی و اخلاقی کودکان مطابق معتقدات خودشان محترم بشمارند.

آزادی ترک یک مذهب یا جدا شدن از یک گروه مذهبی به نام «ارتداد» نیز یکی از بخش‌های اساسی آزادی مذهب است. همچنین حق عوض کردن مذهب، یا دنبال نکردن مذهب به‌طور کلی، که ماده ۱۸ اعلامیه حقوق بشر آن را تحت پوشش قرار داده است.
گروه‌های حقوق بشر از جمله سازمان عفو بین‌الملل کمپین‌هایی را سازماندهی کرده است، برای حمایت و محافظت از کسانی که به دلایل عقیدتی، فکری، سیاسی و هنری دستگیر یا زندانی شده‌اند.
قانون می‌تواند این آزادی‌ها را زمانی که آن را در تضاد با مثلاً زمینه سلامت و پزشکی بداند محدود کند مانند ممنوعیت سقط جنین یا برخی جراحی‌ها و مصرف داروها.

### گرایش‌های جنسی و هویت جنسیتی
حقوق مربوط به گرایش جنسی و هویت جنسی در واقع احترام به زندگی خصوصی و افراد و مصونیت آن‌ها در مقابل بیان گرایش‌های جنسیشان تعریف شده است و در کنوانسیون‌های حقوق بشر، در مواد ۱۷ و۲۶ میثاق بین‌المللی حقوق مدنی و سیاسی و ماده ۸ و ۱۴ کنوانسیون اروپایی حقوق بشر در سازمان ملل متحد آورده شده است.
برخی به دلیل باورهای دینی‌شان در حالی‌که ادعا می‌کنند که حامی حقوق همجنسگرایان هستند در واقع حقوق آن‌ها را انکار می‌کنند، در واقع اگر حقوق بشر به درستی درک شود، باعث می‌گردد تا بعضی از حقوق اولیه انسانی تنها به دلیل تعصبات فرهنگی و مذهبی برخی از گروه‌های خاص از بین نرود. درمی‌یابیم که اصول جهان شمول امروزی از حقوق بشر گرفته شده است و حقوق بشر تبدیل به مجموعه‌ای از حقوق که منعکس‌کننده ارزش‌های تاریخی خاص هستند.
همجنسگرایی در هفتاد و شش کشور جهان غیرقانونی می‌باشد و مجازات تعیینی برای آن در هفت کشور اعدام می‌باشد. یکی از نگرانی‌های اولیه مدافعان حقوق همجنسگرایان به خصوص رفتار کشورهایی است که برای روابط جنسی بزرگسالان که مبتنی بر رضایت طرفین است مجازات‌های بدنی یا اعدام در نظر گرفته‌اند.
مسائل مهم دیگر در این زمینه شامل مواردی است مانند اینکه: دولت روابط همجنسگرایان را به رسمیت بشناسد، حقوق همجنسگرایان را بپذیرد، کشورهایی که قوانین ضد تبعیض، قوانینی که در مجازاتشان خشونت علیه همجنسگرایان وجود دارد، قوانین لواط، قوانین ضد مساحقه و غیره.
منشور جهانی که برای گرایش جنسی و هویت جنسیتی شکل گرفته است اصول یوگیاکارتا نام دارد و مجموعه‌ای است از ۲۹ اصل که نویسندگان آن می‌گویند که درخواست آن‌ها براساس قوانین بین‌المللی حقوق بشر، با توجه به تجربه‌های همجنسگرایان و موقعیت آن‌ها بوده است. این واقعه در تاریخ هفت نوامبر ۲۰۰۷، در سازمان ملل متحد، و در نیویورک رخ دادو توسط کشورهای آرژانتین، برزیل و اروگوئه حمایت شد.
اصول مهمی که در اعلامیه سازمان ملل متحد در فرانسه آورده شده است مربوط به پایان دادن خشونت و مجازات اعدام علیه همجنسگرایان است و این اعلامیه شامل اصولی چون به رسمیت شناختن حق ازدواج برای همجنسگرایان یا تشکیل خانواده نمی‌شود. این پیشنهاد مورد حمایت ۶۷ کشور از ۱۹۲ عضو سازمان ملل متحد مانند تمام کشورهای عضو اتحادیه اروپا و ایالات متحده آمریکا قرار گرفت؛ و بیانیه جایگزین دیگر در این مورد از طرف سوریه مطرح شد و مورد موافقت ۵۷ کشور قرار گرفت که شامل ۲۷ کشور از اتحادیه عرب ونیز ایران و کره شمالی است..

## سایر حق‌های بشری

### تجارت
اگرچه هر دو اعلامیه جهانی حقوق بشر و میثاق بین‌المللی حقوق اقتصادی، اجتماعی و فرهنگی بر اهمیت حق کار تأکید داشته‌اند، هیچ‌کدام از این اسناد به صراحت اشاره‌ای به تجارت به عنوان یک مکانیسم، برای اطمینان از رسیدن به این حق اساسی نکرده‌اند؛ و در عین حال تجارت نقش کلیدی در ایجاد مشاغل دارد.
برخی از کارشناسان بر این باورند که تجارت از ویژگی‌های ذاتی طبیعت بشر است و زمانی که دولت از انجام تجارت بین‌المللی ممانعت به عمل می‌آورد، به‌طور مستقیم مانع حق کار و مزایای غیرمستقیم آن شامل حق برخورداری از آموزش و پرورش، افزایش کار و کمک به سرمایه‌گذاری و غیره می‌شود. برخی دیگر بر این باورند که توانایی تجارت در همه قشرها جامعه یکسان نیست و مثلاً گروه‌هایی مانند روستاییان فقیر، گروه‌های بومی و زنان کمتر تحت تأثیر مزایای گسترش تجارت قرار می‌گیرند.
از سوی دیگر برخی بر این باورند که این حق بیشتر از حقوق اولیه شرکت‌های تجاری به‌شمار می‌رود تا افراد، لذا نمی‌توان آن را به عنوان یکی از حقوق اساسی بشر برشمرد. علاوه بر این تلاش برای اینکه مفاهیم بیشتری زیر سایه حقوق انسانی قرار بگیرند اهمیت دارد و در نهایت تصمیم‌گیری منصفانه برای تعریف حق تجارت در قالب حقوق اساسی بشر، بسیار دشوار است.

### نسل‌های آینده
در سال ۱۹۹۷ سازمان یونسکو که یکی از سازمان‌های تخصصی وابسته به سازمان ملل متحد است اعلامیه‌ای در مورد مسئولیت نسل‌های حاضر نسبت به نسل آینده برای حفظ حقوق بشر تصویب کرد، اعلامیه‌ای که این گونه آغاز می‌شد:
با توجه به اراده مردم، مجموعه‌ای که قاطعانه در منشور سازمان ملل متحد تنظیم شده است، برای نجات نسل‌های بعدی از بلای جنگ و به منظور حفاظت از ارزش‌ها و اصول مندرج در اعلامیه جهانی حقوق بشر و همه ابزارهای مربوط به آن در قوانین بین‌المللی این اعلامیه تنظیم شده است.— اعلامیهٔ مسئولیت نسل‌های حاضر نسبت به نسل آینده برای حفظ حقوق بشر
مطابق ماده یک اعلامیه: «نسل حاضر مسئول است که اطمینان حاصل کند در مورد اقدامات و تصمیماتش و منافع و نیازهای نسل‌های حاضر و آینده را به‌طور کامل در نظر بگیرد و حفظ کند.» در مقدمه در مورد تاریخ وجود بشر و تهدید محیط زیست و بسیاری از مسائل مانند حفاظت از محیط زیست، ژنوم انسان، تنوع زیستی، سازمان میراث فرهنگی، صلح، توسعه و آموزش و پرورش پوشش داده شده‌اند. مسئولیت نسل حاضر نسبت به نسل‌های آینده در اسناد مختلف بین‌المللی، از جمله کنوانسیون حفاظت از میراث فرهنگی و طبیعی جهان (یونسکو۱۹۷۲)، سازمان ملل متحد در چارچوب کنوانسیون در مورد تغییرات آب و هوا و کنوانسیون تنوع زیستی (ریو دو ژانیرو، ۱۹۹۲)، اعلامیه ریو در مورد محیط زیست و توسعه (کنفرانس محیط زیست و توسعه سازمان ملل متحد، ۱۹۹۲)، اعلامیه وین و برنامه کارهای (کنفرانس جهانی حقوق بشر، ۱۹۹۳)و تعدادی از مجامع عمومی سازمان ملل متحد و قطعنامه‌های مربوط به حفاظت از آب و هوای جهانی برای نسل‌های حال و آینده از سال ۱۹۹۰ به تصویب رسید.

### محیط زیست
در سال ۲۰۲۱، شورای حقوق بشر سازمان ملل متحد به‌طور رسمی «داشتن محیط زیست پاک، سالم و پایدار» را به عنوان یک حق بشر به رسمیت شناخت. در آوریل ۲۰۲۴، دادگاه حقوق بشر اروپا برای نخستین بار در تاریخ حکم داد که دولت سوئیس با عدم اقدام قوی علیه تغییرات آب و هوایی، حقوق بشر را نقض کرده است.